# Franco Cetrelli
Franco Cetrelli (La Spezia, 24 dicembre 1930 – Mauthausen, 22 aprile 1945) è stato un partigiano italiano. A 14 anni è con Marcello Martini il più giovane tra i deportati politici italiani al campo di concentramento di Mauthausen, dove troverà la morte.

## Biografia
Figlio di un tranviere e penultimo di quattro fratelli, Franco Cetrelli nasce a La Spezia nel 1930. Comincia a lavorare giovanissimo come apprendista presso il negozio di un fotografo a Migliarina, quartiere alla periferia de La Spezia. Il 17 ottobre 1944 viene arrestato con l'accusa di aver aiutato dei partigiani.
Detenuto dapprima nel carcere di Marassi a Genova, viene inviato al campo di transito di Bolzano e di lì, il 4 febbraio 1945, al campo di concentramento di Mauthausen. Non ancor quattordicenne al momento dell'arresto, è con Marcello Martini il più giovane tra i deportati politici italiani. Divenuto il numero 126.119, si adatta con difficoltà alle durissime condizioni di vita e di lavoro nel campo. Mino Micheli come lui deportato a Mauthausen, ne ha dato un toccante ritratto:
“Aveva le orecchie grandi a ventola, il viso affilato, il mento lungo; parlava gestendo con le braccia magre, educato, pieno di paura. (…) Entrava furtivamente, pieno di timore, e cercava gli amici italiani, come un cane bastonato e affamato cerca il padrone tra la folla. E le domande che faceva erano sempre le stesse: domande che volevano una risposta di speranza; una risposta che gli permettesse di essere meno solo fra quella povera gente sconosciuta e dolorante”.
A Mauthausen, il ragazzo sopravviverà solo due mesi. Il 22 aprile 1945 (pochi giorni prima dell'arrivo delle truppe americane) viene fucilato dalle SS assieme ad altri compagni nella Appelplatz per rappresaglia ad un tentativo di rivolta.

## La memoria
A Franco Cetrelli l'Associazione nazionale ex deportati nei campi nazisti (ANED) ha intitolato nel 2010 una borsa di studio per consentire ogni anno a quattro studenti di partecipare gratuitamente nel mese di maggio al viaggio della memoria a Mauthausen.
Dedicato a Franco Cetrelli è anche l’Auditorium della Scuola Secondaria di I Grado "A. Cervi", che lo ricorda con una lapide postavi nell'aprile 1994 e dove in occasione del Giorno della Memoria 2015 è stata anche allestita una mostra in suo onore. La lapide recita:
Non hanno avuto pietà i custodi nazisti dell'odio programmato e hanno condannato a morte nel lager di Mauthausen un adolescente disarmato ignaro e stupito , negandogli il diritto di sognare progetti di onesta felicità. I suoi carnefici sono morti e lui invece è vivo più che mai sempre giovane e sorridente per aiutarci a difendere libertà e giustizia per spronarci a predicare pace e tolleranza.